# Eunice Adabunu
Eunice Adabunu, née en 1919, est une femme d’affaires togolaise, une des pionnières parmi les Nana Benz.

## Biographie
Née en 1919, elle est issue d’un milieu modeste.
Elle commence à faire du commerce dans la rue à l'âge de 11 ans, en vendant des beignets, du sucre et des perles.
Elle fait finalement fortune dans le commerce de pagne, sur le marché de Lomé, et devient une des Nanas Benz les plus connues,,. Elle acquiert également des convictions indépendantistes, pour un Eweland puis un Togo indépendant.
Mettant ses moyens financiers au service de ses convictions, elle devient un des membres influents et un des piliers financiers du parti indépendantiste, le Comité de l'unité togolaise, de Sylvanus Olympio,. Elle est également, dans les années 1960, membre du conseil municipal et présidente de la section locale de Lomé de l'Union des femmes togolaises (UFEMTO),. Elle se consacre également à l'éducation des jeunes femmes à Lomé.